# 贯只哥
贯只哥，元朝大臣。畏兀儿人。湖广行省左丞相阿里海牙的儿子，贯云石的父亲。
元成宗大德年间至元仁宗延祐初年，在湖广等处行中书省任职。延祐二年（1315年），转任江西等处行中书省平章政事。泰定元年（1324年），调为江浙等处行中书省。后任职于河南江北等处行中书省，去世后，追赠河南行省平章政事，追封楚国公，谥忠惠。